# Pentaschistis colorata
Pentaschistis colorata är en gräsart som först beskrevs av Ernst Gottlieb von Steudel, och fick sitt nu gällande namn av Otto Stapf. Pentaschistis colorata ingår i släktet Pentaschistis och familjen gräs. Inga underarter finns listade i Catalogue of Life.